# Kandjouare
 (octobre 2012).
Kandjouare est une petite ville du Togo.

## Géographie
Kandjouare est situé à environ 77 km de Dapaong, dans la région des Savanes.

## Vie économique
- Coopérative paysanne

## Lieux publics
- École secondaire